# Michelle Pearson (roddare)
Michelle Pearson, född 16 april 1991, är en bermudisk roddare.
Pearson tävlade för Bermuda vid olympiska sommarspelen 2016 i Rio de Janeiro, där hon slutade på 16:e plats i singelsculler.